# اس‌ام‌اس کرنپرینز (۱۸۶۷)
اس‌ام‌اس کرنپرینز (۱۸۶۷) (به انگلیسی: SMS Kronprinz (1867)) یک کشتی بود که طول آن ۸۹٫۴۴ متر (۲۹۳٫۴ فوت) بود. این کشتی در سال ۱۸۶۷ ساخته شد.